# Mervyn Wingfield, 8. Viscount Powerscourt
Mervyn Richard Wingfield, 8. Viscount Powerscourt, KP, JP (* 16. Juli 1880; † 21. März 1947) war ein britischer Peer und Politiker.

## Leben

### Familiäre Herkunft
Wingfield war der älteste Sohn von Mervyn Wingfield, 7. Viscount Powerscourt, aus dessen Ehe mit Lady Julia Coke, einer Tochter von Thomas Coke, 2. Earl of Leicester. Sein jüngerer Bruder war der spätere Generalmajor Maurice Anthony Wingfield, der zwischen 1939 und 1941 Leiter der Quartiersabteilung im Kriegsministerium war. Seine jüngere Schwester Olive Elizabeth Wingfield war mit William John Bates Van de Weyer verheiratet, der als Major im 3. Bataillon des Royal Berkshire Regiment diente. Seine zweitjüngste Schwester Clare Meriel Wingfield war die Ehefrau von Arthur Chichester, 4. Baron Templemore, der unter anderem zwischen 1940 und 1945 Parlamentarischer Geschäftsführer (Government Chief Whip) im Oberhaus war. Seine jüngste Schwester Lilah Katherine Julia Wingfield war mit Arthur Clive Morrison-Bell, der von 1910 bis 1931 als Abgeordneter dem Unterhaus (House of Commons) angehörte und dort für die Conservative Party den Wahlkreis Honiton vertrat, verheiratet.

### Karriere
Nach dem Schulbesuch absolvierte Wingfield eine Offiziersausbildung und war zunächst Second Lieutenant im 4. Bataillon der Oxfordshire Light Infantry, ehe er am 16. Februar 1901 als Second Lieutenant zu den Irish Guards wechselte. Beim Tod seines Vaters erbte Wingfield, der am 6. Juni 1902 Mitglied des Royal Victorian Order (MVO) wurde, am 5. Juni 1904 dessen irische Adelstitel als 8. Viscount Powerscourt und 8. Baron Wingfield, sowie dessen britischen Titel als 2. Baron Powerscourt, wodurch er auf Lebenszeit Mitglied des House of Lords wurde. In der Folgezeit fungierte er zwischen 1906 und 1907 als Rechnungsprüfer des Haushalts (Comptroller of the Household) des Lord Lieutenant of Ireland, John Hamilton-Gordon, 7. Earl of Aberdeen, sowie zeitweilig als Friedensrichter des County Dublin. Nach dem Tode von William Proby, 5. Earl of Carysfort am 4. September 1909 wurde er 1910 dessen Nachfolger als Lord Lieutenant des County Wicklow und übte diese Funktion bis zur Gründung des Irischen Freistaates am 6. Dezember 1922 aus.
Während des Ersten Weltkrieges leistete Wingfield Militärdienst und war als Captain zeitweise stellvertretender Chef der Militärpolizei (Assistant Provost Marshal) der Sonderreserve der Irish Guards. 1916 wurde er zum Knight Companion des Order of Saint Patrick (KP) geschlagen und erhielt für seine militärischen Verdienste auch das Corix de Guerre des Königreichs Belgien. Nach der Verabschiedung des Irischen Selbstverwaltungsgesetzes (Government of Ireland Act) 1920 wurde er 1921 Mitglied des Oberhauses (Senate) des Parlaments von Südirland (Parliament of Southern Ireland). Da dieses wie das Unterhaus von den irischen Nationalisten boykottiert, so dass sich nur 15 von 61 Mitgliedern versammelten. Im Gegensatz zum Unterhaus fanden allerdings zwei weitere Senatsversammlungen statt, bevor er durch Schaffung des irischen Freistaates 1922 ebenfalls aufgelöst wurde. Danach fungierte er zeitweilig als Chefkommissar der Pfadfinderorganisation des Freistaates (Boy Scouts for the Irish Free State).

## Ehe und Nachkommen
Mervyn Wingfield heiratete am 9. Juni 1903 Sybil Pleydell-Bouverie, deren Vater Walter Pleydell-Bouverie als Major im 2. Freiwilligenbataillon des Wiltshire Regiment (Duke of Edinburgh’s) diente. Aus dieser Ehe gingen eine Tochter und zwei Söhne hervor, darunter der als zweites Kind geborene älteste Sohn Mervyn Patrick Wingfield, der beim Tode seines Vaters am 21. März 1947 dessen Adelstitel erbte. Dessen Schwester war Doreen Julia Wright, geb. Wingfield (1904–1991), welche die Großmutter von Sarah Ferguson, der Duchess of York, war.